# Ápama
Ápama, pleme američkih Indijanaca, vjerojatnog karipskog porijekla s donjeg toka rijeke Jari, pritoke Amazone, koja teče pogranično između brazilskih država Pará i Amapá. Opisuju ih kao ljude svjetlije puti i nižeg rasta os plemena Apalai s kojima kasnije gube svoj identitet. Posljednja skupina Ápama održala se još 1960.-tih godina uz rijeku Maicuru, koji bi trebala danas imati potomaka među Apalajima.